# 匠秀夫
匠 秀夫（たくみ ひでお、1924年（大正13年）11月28日 - 1994年（平成6年）9月14日）は、北海道出身の美術評論家。挿絵など近代日本美術史研究で著書多数がある。
札幌一中（現北海道札幌南高等学校）卒、京都大学文学部選科中退、北海道大学文学部西洋史学科卒、同大学院（旧制）修了。高校教諭を経て、1966年（昭和41年）から札幌大谷短期大学教授。1968年（昭和43年）から神奈川県立近代美術館に勤務、1981年（昭和56年）には同館長となる。1987年（昭和62年）に茨城県立美術博物館（現茨城県近代美術館）の館長となる。

## 著書
- 近代日本洋画の展開 近代日本洋画史序説 昭森社 1964
- 中原悌二郎 その生涯と芸術 旭川市 1968　木耳社 1969
- 三岸好太郎 昭和洋画史への序章 北海道立美術館 1968 求竜堂 1992
- 近代日本洋画の展開 近代日本洋画史序説 昭森社 1977.2
- 近代日本の美術と文学 明治大正昭和の插絵 木耳社 1979.11
- 絵を描くこころ 日本の近代画家たち 1980.10 (岩波ジュニア新書)
- 大正の個性派 栄光と挫折の画家群像 有斐閣 1983.4
- 棟方志功讃 平凡社 1984.11
- 物語昭和洋画壇史 1-2 形文社 1988-89
- 日本の近代美術と幕末 沖積舎 1994.9
- 匠秀夫著作集 全3巻 匠秀夫著作集刊行会 2001-02
- 日本の近代美術と文学 挿絵史とその周辺 沖積舎 2004.8

## 共著編
- 日本の名画 36 小出楢重 講談社 1972
- 小熊秀雄 詩と絵と画論 小田切秀雄共編　三彩社 1974
- 日本の名画 23 佐伯祐三 中央公論社 1975
- 現代日本の美術 8 国吉康雄・三岸好太郎 / 村木明共著 集英社 1976
- 巨匠の名画 11 岸田劉生 河北倫明共編 学習研究社 1976.2
- 日本の名画 5 小出楢重・長谷川利行・万鉄五郎 小倉忠夫,陰里鉄郎共編著 講談社 1977.8
- 現代日本の美術 第6巻 大正の個性派 小学館 1978.5
- 衣服の文化史 美術史との交響 井上泰男共著 研究社出版 1978.5
- カンヴァス日本の名画 23 佐伯祐三 芹沢光治良共著 中央公論社 1978.10
- 明治大正の美術 洋画・日本画・彫刻・版画・工芸のあゆみ 原田実,酒井忠康共著 有斐閣選書、1981
- 小出楢重全文集 五月書房 1981.9
- 日本水彩画名作全集 2 石井柏亭 第一法規出版 1982.6
- 日本水彩画名作全集 5 中西利雄 第一法規出版 1982.7
- 異端の画家たち 求竜堂 1983.2
- 朝井閑右衛門追想 草野心平共編 朝井閑右衛門の会 1984.4
- 小出楢重 改訂2版 日動出版部 1985.2
- 現代彫刻集 1-6 酒井忠康共編 札幌芸術の森 1987-88 (札幌芸術の森叢書)
- 日本の美術館 2 関東 本間正義共編 ぎょうせい 1987.3
- 日本の水彩画 18 赤城泰舒 第一法規出版 1989.9
- ゴッホ巡礼 向田直幹ほか共著 新潮社 1990.11 (とんぼの本)
- 小出楢重の手紙 形文社 1994.5
- 佐伯祐三、匠秀夫編『未完佐伯祐三の「巴里日記」 吉薗周蔵宛書簡』形文社、1995年4月。全国書誌番号:96002916。

## 翻訳
- エドワルド・ムンク　トーマス・M.メサー解説 美術出版社 1974